# Алютикский язык
Алютикский язык (алютик, тихоокеанский юпик, или сук, или сухстстун, или сухпиак) распространён на полуострове Аляска, острове Кадьяк, полуострове Сьюард и на побережье залива Принс-Уильям среди народа алутиик. Число носителей — около 450 человек (старшее поколение).
Алютикский язык взаимопонятен с центрально-юпикским языком. Алютикский язык в течение длительного времени находился в тесном контакте с русским языком (XVIII—XX вв.), что оставило значительный след в лексике, например tupuruq ‘топор’, puckaq ‘бочка’ и др.

## Диалекты
Внутри языка алютик выделяется два диалекта: кониагский алютик (остров Кадьяк, посёлок Перривилл, Чигник, Порт-Хайден) и чугачский алютик (полуостров Кенай, залив Принс-Уильям и город Селдовия, посёлки Порт-Грэм, Нануалек).